# Щетинкопер малий
Щетинкопе́р малий (Anumara forbesi) — вид горобцеподібних птахів родини трупіалових (Icteridae). Ендемік Бразилії. Вид названий на честь британського зоолога Вільяма Александера Форбса. Раніше його відносили до роду Щетинкопер (Curaeus), однак за результатами молекулярно-філогенетичного дослідження 2014 року малого щетинкопера було переведено до новоствореного монотипового роду Anumara

## Опис
Довжина птаха становить 21-24 см. Забарвлення повністю чорне, не блискуче. Хвіст довгий, тонкий, стернові пера на кінці округлі. Дзьоб прямий, довгий.

## Поширення і екологія
Малі щетинкопери мешкають на північному сході Бразилії, в штатах Пернамбуку і Алагоас, а також на сході Бразилії в штаті Мінас-Жерайс. Вони живуть у вологих атлантичних лісах, на узліссях, на берегах річок і боліт, а також на плантаціях цукрової тростини і манго. Зустрічаються на висоті до 890 м над рівнем моря. Живляться плодами, комахами, можливо, також нектаром. Гніздування припадає на сезон дощів і триває з березня по червень. В кладці від 1 до 4 яєць (в середньому 2,84), за сезон розмноження може вилупитися два виводки. Затримка у 4-10 днів між побудовою гнізда і відкладанням яєць робить цей вид дуже вразливим до гніздового паразитизму синіх вашерів.

## Збереження
МСОП класифікує цей вид як вразливий. За оцінками дослідників, популяція малих щетинкоперів становить від 1000 до 2500 птахів. Їм загрожує знищення природного середовища, а також гніздовий паразитизм синіх вашерів.